# Kirkkosaari (ö i Norra Savolax, Norra Savolax)
Kirkkosaari är en ö i Finland. Den ligger i sjön Pielavesi och i kommunen Pielavesi i den ekonomiska regionen  Övre Savolax ekonomiska region  och landskapet Norra Savolax, i den centrala delen av landet, 400 km norr om huvudstaden Helsingfors. Öns största längd är 6,1 kilometer i nord-sydlig riktning.